# فرودگاه تیپتن
فرودگاه تیپتن (به انگلیسی: Tipton Airport) یک فرودگاه همگانی بهره‌برداری هوایی با کد یاتا FME است که یک باند فرود آسفالت دارد و طول باند آن ۹۱۴ متر است. این فرودگاه در کشور ایالات متحده آمریکا قرار دارد و در ارتفاع ۴۶ متری از سطح دریا واقع شده است.